# Meuvaines
Meuvaines – miejscowość i gmina we Francji, w regionie Normandia, w departamencie Calvados.
Według danych na rok 1990 gminę zamieszkiwało 137 osób, a gęstość zaludnienia wynosiła 19 osób/km² (wśród 1815 gmin Dolnej Normandii Meuvaines plasuje się na 749. miejscu pod względem liczby ludności, natomiast pod względem powierzchni na miejscu 701.).